# Шанькув
Шанькув (пол. Szańków) — село в Польщі, у гміні Лосиці Лосицького повіту Мазовецького воєводства.
Населення — 219 осіб (2011).
У 1975-1998 роках село належало до Білопідляського воєводства.

## Демографія
Демографічна структура станом на 31 березня 2011 року:
|          | Загалом | Допрацездатний вік | Працездатний вік | Постпрацездатний вік |
| -------- | ------- | ------------------ | ---------------- | -------------------- |
| Чоловіки | 110     | 26                 | 73               | 11                   |
| Жінки    | 109     | 24                 | 63               | 22                   |
| Разом    | 219     | 50                 | 136              | 33                   |